# Casimiro Doniselli
Casimiro Doniselli (Milano, 27 marzo 1876 – Civate, 14 giugno 1960) è stato un medico, fisiologo e psicologo italiano, saggista scientifico..

## Biografia
Figlio di Alfredo e di Egilda Brambilla, si laureò in Medicina e Chirurgia nel 1900 presso l’Università degli Studi di Torino dove ebbe come insegnante Angelo Mosso. Quattro anni dopo conseguì la libera docenza in fisiologia all'università di Bologna, presso l'Istituto di fisiologia diretto da Pietro Albertoni del quale era stato assistente universitario.
Nel 1912 venne nominato direttore pro tempore del Laboratorio di psicologia pura e applicata di Milano, un centro comunale allora considerato all’avanguardia dove succedeva a Zaccaria Treves,. Nel 1915, grazie a un concorso comunale, ottenne la nomina a direttore effettivo del laboratorio, da lui ribattezzato col nome di Istituto di psicologia sperimentale.
Allo scoppio della prima guerra mondiale, fu mobilitato nella sanità militare ed  inviato al fronte del monte Ortigara dove venne ferito.  Assegnato, col grado di capitano medico, agli ospedali militari di Modena e di Milano e successivamente, col grado di maggiore medico al Comando d'armata di Milano e all'ospedale di Carate Brianza. Questo gli permise di continuare a insegnare e a guidare il laboratorio, dove ebbe come assistente Amelia Lanzi, che alla fine della guerra divenne sua moglie.
Già decorato della Croce al merito di guerra nel 1918, fu insignito nel 1925 della Croce di Cavaliere della Corona d'Italia. Fu infatti nel primo dopoguerra che il suo lavoro venne messo maggiormente in luce grazie al Congresso internazionale di psicotecnica tenutosi a Milano nel 1922, organizzato su iniziativa della Società Umanitaria.
All'avvento del fascismo e con la creazione a Milano dell'Università degli Studi, seguì invece l'emarginazione della psicologia sperimentale, che Doniselli riuscì nondimeno a continuare a insegnare a Milano mediante incarichi annuali presso la Facoltà di medicina, dal 1924 al 1928, e in quella di lettere, dal 1936 al 1945. Così come riuscì a far sopravvivere l'istituto
specializzandolo nell'orientamento professionale degli alunni delle ultime classi elementari, secondo quanto era contenuto nella Carta della scuola del ministro Giuseppe Bottai.
Fu in corrispondenza con alcune personalità del panorama culturale e scientifico del tempo, tra i quali il fisiologo sperimentale di origini lituane Elie de Cyon, lo psicologo francese Henri Piéron, il fondatore dell'Università Cattolica, padre Agostino Gemelli, il direttore dell'Istituto nazionale di ottica di Arcetri Vasco Ronchi e lo psicologo Marcello Cesa-Bianchi, che ereditò da Doniselli la direzione dell'Istituto di psicologia sperimentale.
Durante la seconda guerra mondiale, vide  tutti i suoi apparecchi e archivi di laboratorio scomparire nel bombardamento aereo che nell'agosto del 1943 distrusse completamente l'Acquario civico di Milano, sede dell'Istituto di psicologia sperimentale dal 1938.

Nel 1945, raggiunti i limiti d'anzianità, si ritirò a vita privata. Morì il 14 giugno 1960 nella sua abitazione di Civate.

## Archivio
Il Fondo Doniselli Casimiro, conservato dagli eredi a Civate (Lecco),  contiene documentazione dal 1833 al 1992.

## Opere
Volumi
- Della percezione del colore, saggio teorico-critico, Bologna, Editore Cacciari, 1905.
- Sulle funzioni della coclea. La spirale di Cartesio e la coclea organo aritmetico, Bologna, Tipografia Gamberini e Parmeggiani, 1911.
- Il presente della psicologia sperimentale e l'opera di Elias de Cyon, Milano, Stab. Tip. Reggiani, 1912.
- Relazione della attività didattica e scientifica svolta dal Gabinetto, Milano, Stabilimento tipografico Stucchi Ceretti, 1913.
- L'indirizzo sperimentale nei problemi pedagogici, Milano, Stab.Tip. Reggiani, 1913.
- Metodo per ricerche pure ed applicate nel campo del lavoro e della fatica muscolare e nervosa, Milano, Società italiana di Scienze Naturali, 1919.
- Visualizzazione stroboscopica della gamma dei suoni vocali e sue applicazioni nei normali e nei sordomuti, Milano, Società italiana di Scienze Naturali, 1920.
- Udito e sensi generali, Milano, Servizi editoriali del Guf, 1927.
- Psicologia come scienza dello spirito e della natura, Milano, Istituto editoriale scientifico, 1927.

Articoli su riviste
- La fisiologia del labirinto e i sensi generali matematici (spazio-tempo, numero), in Archivio di fisiologia, XI, 1913,  pp. 217-257.
- Il senso della luce e dei colori e metodi per esami a scopo pedagogico e per l'educazione del senso, in Atti della Società italiana di scienze naturali, n. 54, 1915,  pp. 179-201.
- Metodo per ricerche psicofisiologiche pure ed applicate nel campo del lavoro e della fatica muscolare e nervosa, in Atti della Società italiana di scienze naturali, n. 58, 1915,  pp. 33-363.